# Interstellar Slunk
Interstellar Slunk è il centodiciasettesimo album in studio del chitarrista statunitense Buckethead, pubblicato il 20 ottobre 2014 dalla Hatboxghost Music.

## Il disco
Ottantasettesimo disco appartenente alla serie "Buckethead Pikes", Interstellar Slunk è stato pubblicato due giorni dopo il precedente Our Selves, con il quale condivide il medesimo numero di brani. Si tratta inoltre del quinto degli otto album pubblicati dal chitarrista durante il mese di ottobre 2014.

## Tracce
Musiche di Buckethead.
1. Barney Peeled Out – 5:41
2. Coral Castle – 12:51
3. Flat Fleet – 8:58
4. 0.5 – 3:22

## Formazione
- Buckethead – chitarra, basso, programmazione